# William Hawte
Sir William Hawte (parfois épelé Haute ou Haut) (fl. 1460 - 1470) est un compositeur anglais du XVe siècle sur lequel on sait peu de choses. Fait chevalier en 1465, il est représenté dans un certain nombre de livres de chœur manuscrits qui nous sont parvenus. Une adaptation du Benedicamus se trouve dans le manuscrit Pepys et un certain nombre d'autres pièces, dont une Stella coeli, dans le manuscrit Ritson.